# 唐津くんち
唐津くんち（からつくんち）は、佐賀県唐津市にある唐津神社の秋季例大祭である。
また、平成27年にユネスコ無形文化遺産にも登録された。

## 概要

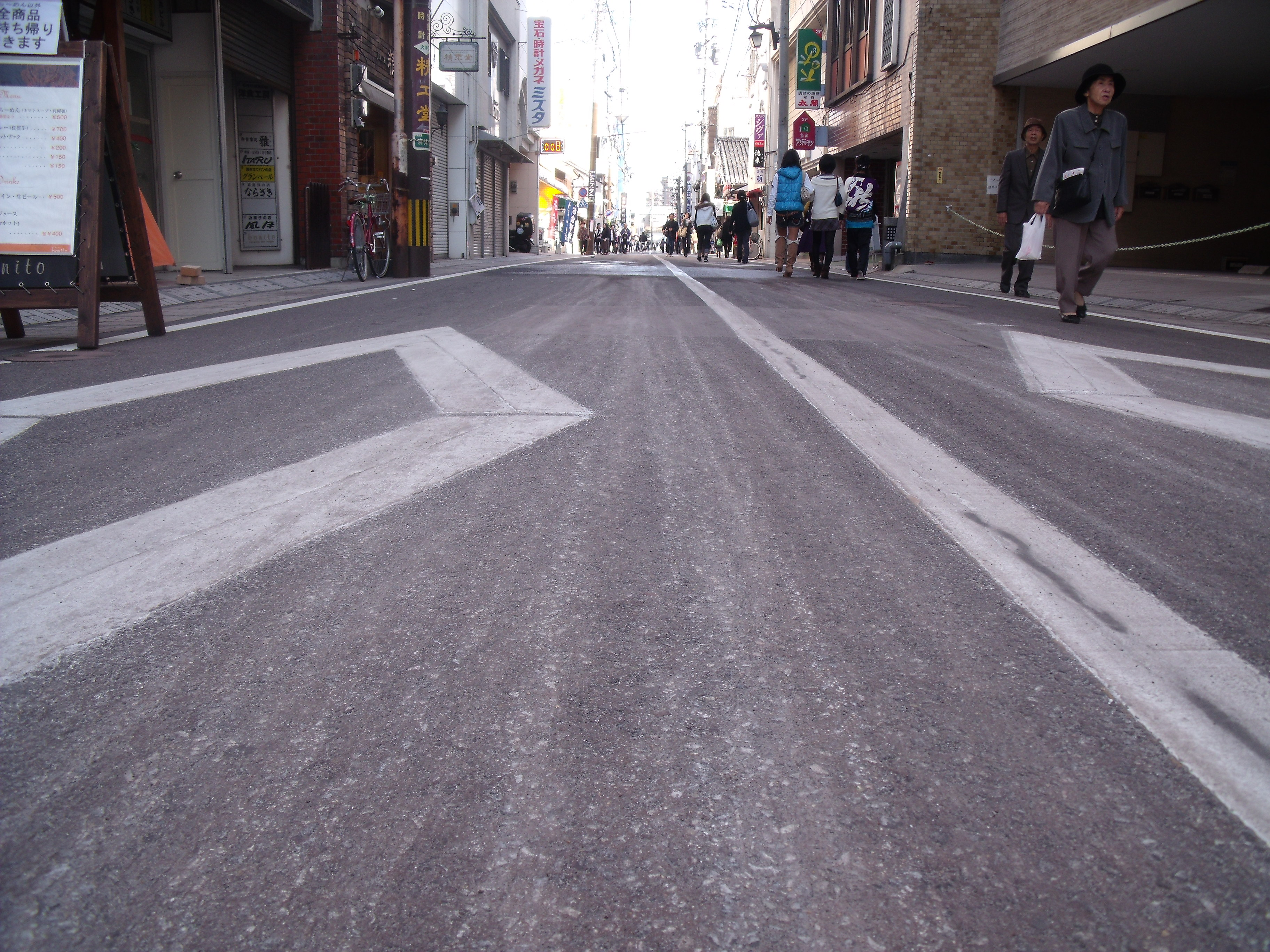
曳山巡行跡の残る町内の道路

乾漆で製作された巨大な曳山（ひきやま）が、笛・太鼓・鐘（かね）の囃子にあわせた曳子（ひきこ）たちの「エンヤ、エンヤ」「ヨイサ、ヨイサ」の掛け声とともに、唐津市内の旧城下町を巡行する。
祭り期間中の人出は延べ50万人を超える（唐津市の統計による）。昭和33年（1958年）に曳山14台が佐賀県の重要有形民俗文化財に、さらに昭和55年（1980年）には「唐津くんちの曳山行事」が国の重要無形民俗文化財に指定された。豪華な漆の工芸品の曳山は、現代の制作費に換算すると1～2億円に上るといわれている。

## 祭りの由来と遍歴
- 唐津神社の神職を務める戸川家の口碑によると、神輿の御神幸は寛文年間（1661年-1673年）に始まったとされる。今日の神幸行列のように曳山がこの祭りに登場するのは、一番曳山（いちばんひきやま）の「赤獅子（あかじし）」が文政2年（1819年）に奉納されてからのことである。以後、曳山は明治9年（1876年）までに15台が製作されているが、うち1台は消失し、今日奉納されているのは14台である。消失した曳山は紺屋町（この頃は ｢こうやまち｣ と読んだ。）が製作した【黒獅子】で、明治22年（1889年）が最後の巡行となった[1]。この原因には諸説あり、宵宮に提灯の火がつき消火のために堀に落としたところ、損傷が激しいために廃棄したという説もある。しかし、その時代に現在のような宵曳山行事はなく、真相ははっきりしない。
- 本来の「くんち」は、唐津神社の縁起にあわせて旧暦9月29日の本祭（現在の本殿祭と神幸祭（御旅所神幸）とからなる）を中心として営まれていたが、暦制の変更に対応して、大正2年（1913年）には本祭が新暦10月29日に、町廻りが翌30日に変更された。10月28日に行われていた「前夜祭」（のちに「宵曳山」に名称変更）が正式行事に加わったのは昭和37年（1962年）からである。
- さらに、週休制の浸透や外来の観光客の招致といった理由によって、昭和43年（1968年）には、本祭のうち本殿祭のみを10月29日に残して、神幸祭（御旅所神幸）は祝日である11月3日に変更された。この変更にともない宵曳山も11月2日に、町廻りも同4日に変更されており、一般には、曳山の巡行をともなうこの11月2日からの3日間が「唐津くんち」と呼ばれるようになっている。

## 祭りの公式行事
- 10月9日　初くんち……唐津神社の神前で各町の曳山囃子を奉納する。その後、各町で「おこもり」（実際には共同飲食）をする。これがその年のくんちの始まりを宣言することになる。各町の囃子の稽古が本格化し、町全体に俄然、「くんち」ムードが高まっていくのもこの頃からである。
- 10月29日　神輿飾りと唐津神祭本殿祭……御旅所神幸で巡行する唐津神社の神輿の飾りつけと、その年の豊作・商売繁盛を神前にて報告し、感謝する本殿祭が行われる。もともとは、この本殿祭が祭りの中心的な儀式である。
- 11月2日　宵曳山……後述。
- 11月3日　神幸祭（御旅所神幸）……後述。
- 11月4日　翌日祭……後述。
- 11月5日　神輿受取渡の儀（神輿仕舞い）……その年の神輿の当番町から翌年の当番町へ神輿を引き渡す儀式。翌年の当番町は神輿を神社内の倉に仕舞い、その次の年の当番町に引き渡すまで、その管理の任に就く。

## 唐津くんちの3日間
- 11月2日　宵曳山（よいやま）

午後7時30分、火矢を合図に、たくさんの提灯で飾られた1番曳山「赤獅子」が市中心部の大手口を出発。曳山が各町内で巡行に加わって行く。笛・鐘・太鼓で奏でる曳山囃子（やまばやし）に乗せ、法被姿の若者たちが「エンヤー、エンヤー」「ヨイサー、ヨイサー」の掛け声を夜の町に響かせて行く。宵曳山が現在の形になったのは1966年（昭和41年）以降で、それ以前は前夜祭として各町内がもっと遅い時間帯（深夜帯）にバラバラに曳いていた。
- 11月3日　神幸祭：御旅所神幸（おたびしょ・しんこう）

祭りのクライマックス曳き込み・曳き出しが行われる。午前9時半、御神輿がお旅所へと向かうのを曳山が先導・護衛しながら市内を巡行する。午後12時に現在の御旅所がある砂地のグランドに1番曳山「赤獅子」を先頭に所定の位置に次々と曳き込まれる。見どころは、重さが2トン以上もある曳山の車輪が砂地にめり込むのをものともせず、所定の位置まで一生懸命に曳き込んでいく勇壮さである。なおこの日は神事の為、赤獅子は頭の上に御幣を掲げ神幸路を清めながら進む。
- 11月4日　翌日祭

祭りの最終日。前日の御旅所神幸を終え各町内に持ち帰られた曳山が再び唐津神社前に集合。午前10時30分、花火を合図に1番曳山から順番に出発。2日の宵山と同じ市内東廻りのコースをゆっくりと進み、午後12時頃にJR唐津駅前に並べられる。午後3時に同駅前通りを出発して市内西廻りのコースを巡行し、最後に曳山展示場内に曳山が納められ唐津くんちの幕が閉じる。従来は「町廻り（まちまわり）」という名称で呼ばれていたが、2019年より「翌日祭」という名称とすることとなった。

## 曳山

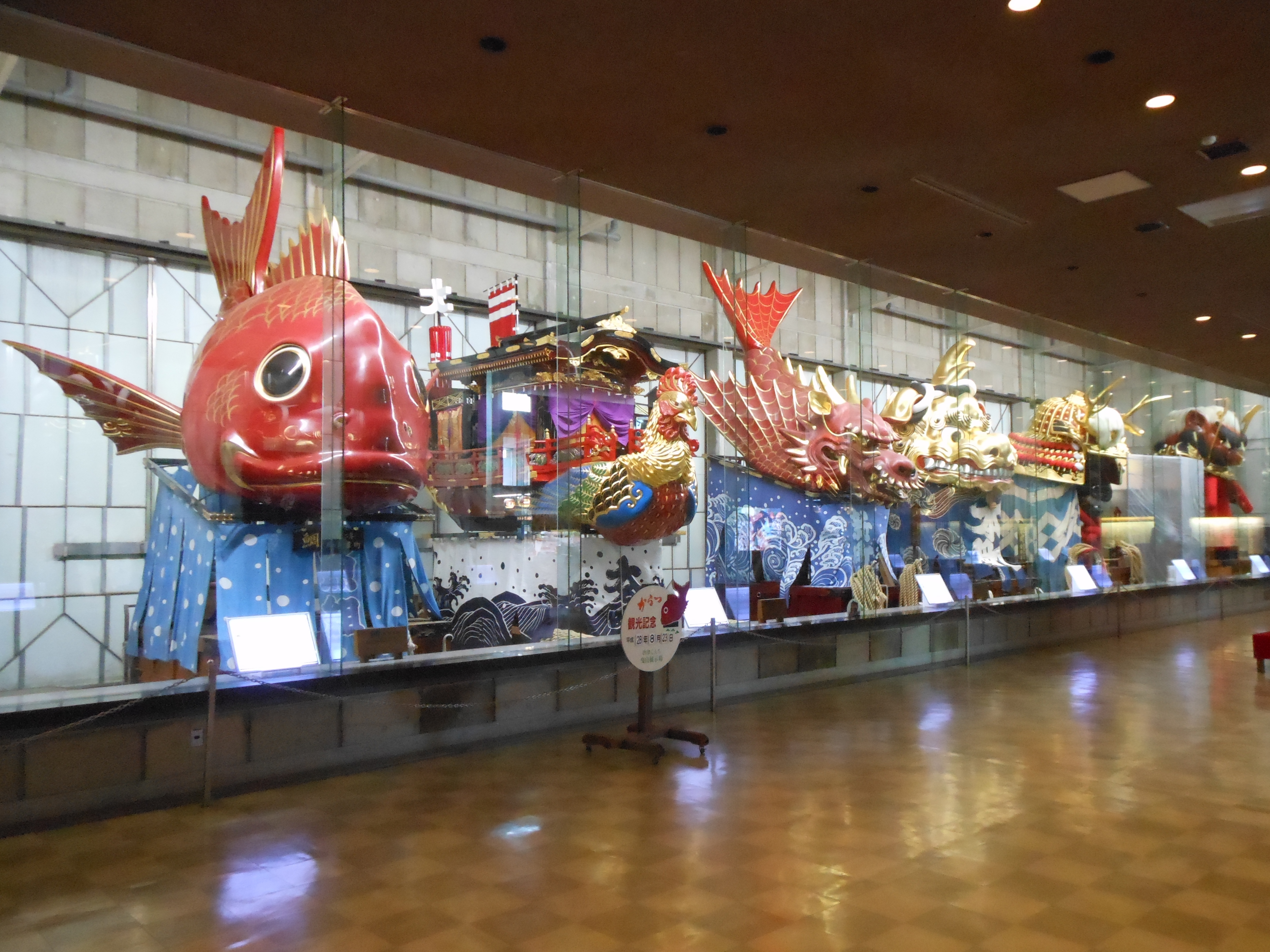
曳山展示場に展示されている曳山

- 曳山は「乾漆」という技法で製作されている。その製法は、まず粘土で型を取った後、その上から良質の和紙を200枚くらい張り重ねて厚みを作ってから中の粘土を取り外す。その和紙の上から漆を塗るが、下地を7、8回塗ってから、中塗り、上塗りを重ね、その上に金箔や銀箔を施して仕上げている。

曳山
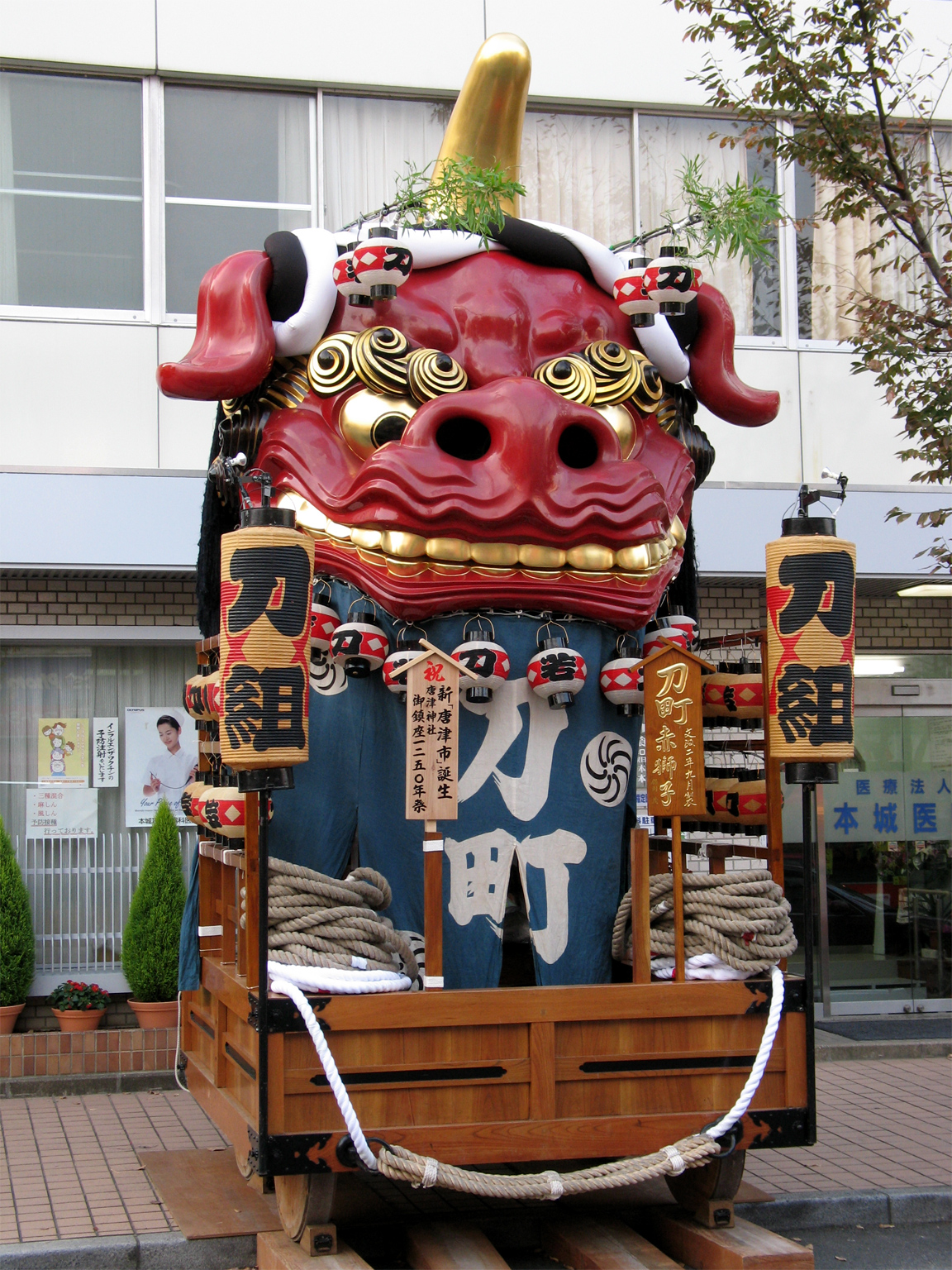
14町の曳山に共通する基本的な構造は、上記のようにして製作された曳山の主要部分である獅子頭や兜などの巨大な工芸品を、車輪のついた、樫造りの台車の上に載せるものである。台車の前方には100mほどの長さになる2本の綱に数十人の曳子がついて曳山を前方に曳いていく。また、台車の後方には2本の梶棒（かじぼう）が突き出ており、この棒を操作することで曳山の進行方向を操作する（なお、大石町の鳳凰丸には台車の前方にも2本の梶棒がある）。
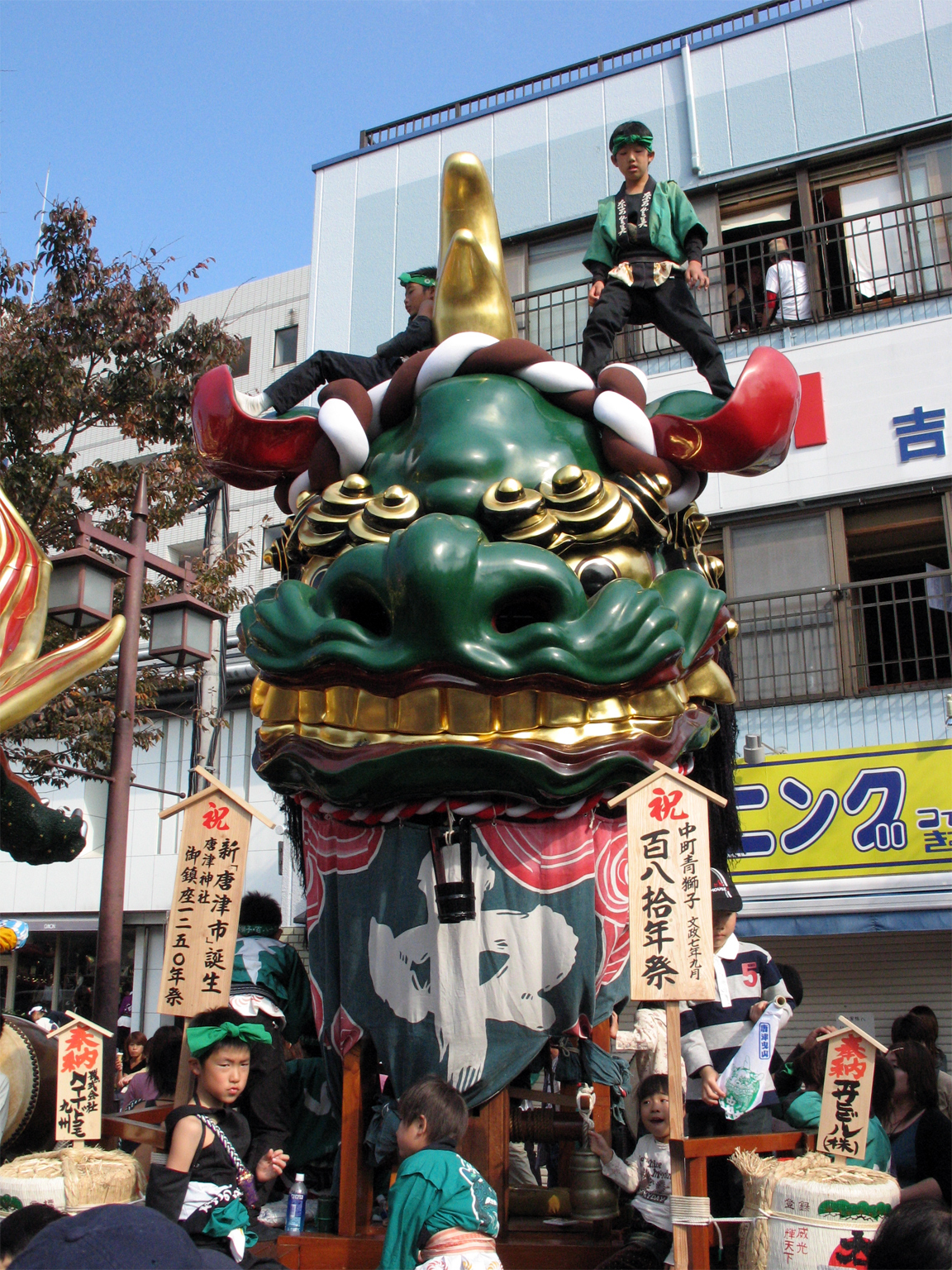
中町の青獅子
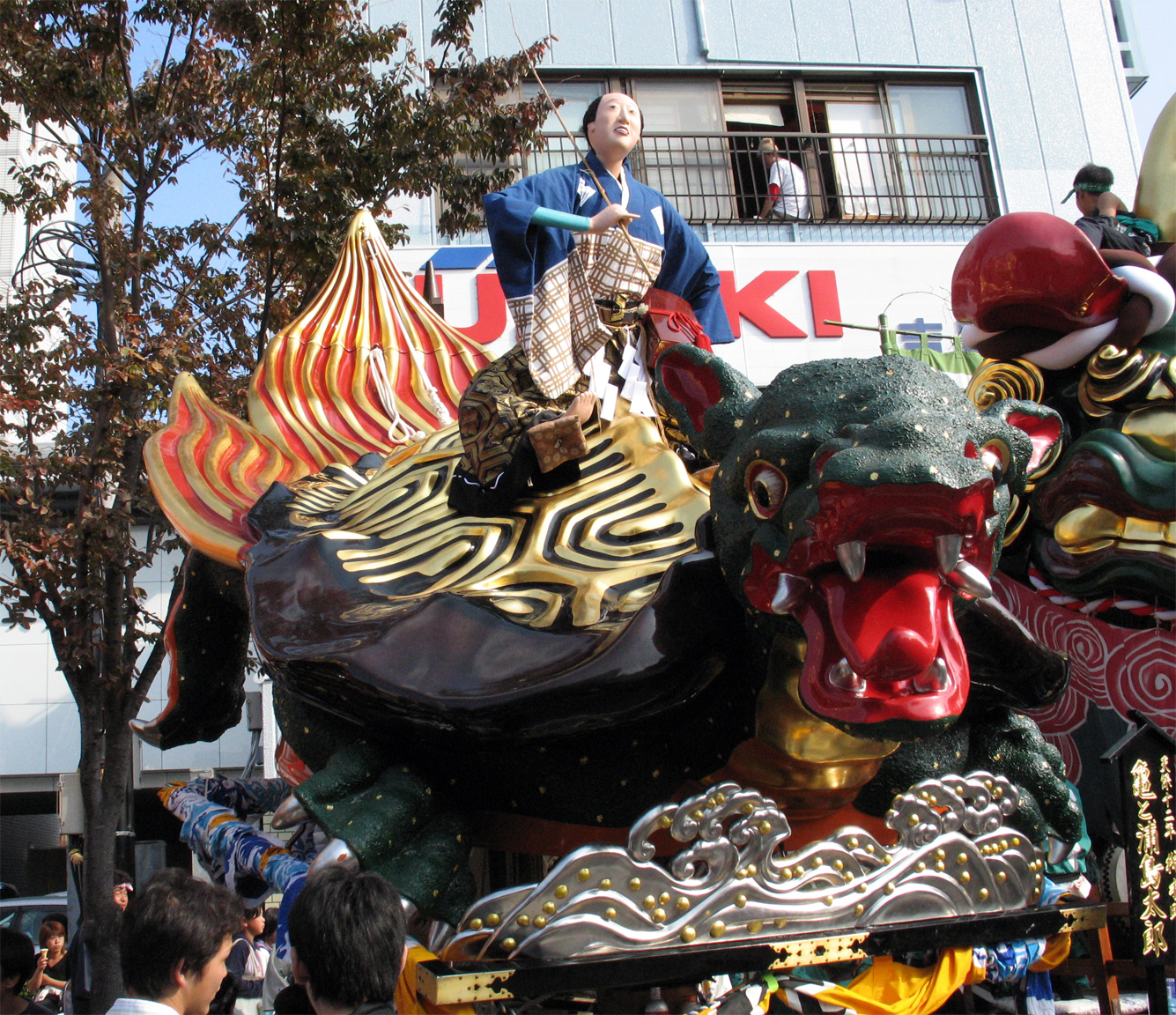
材木町の亀と浦島太郎
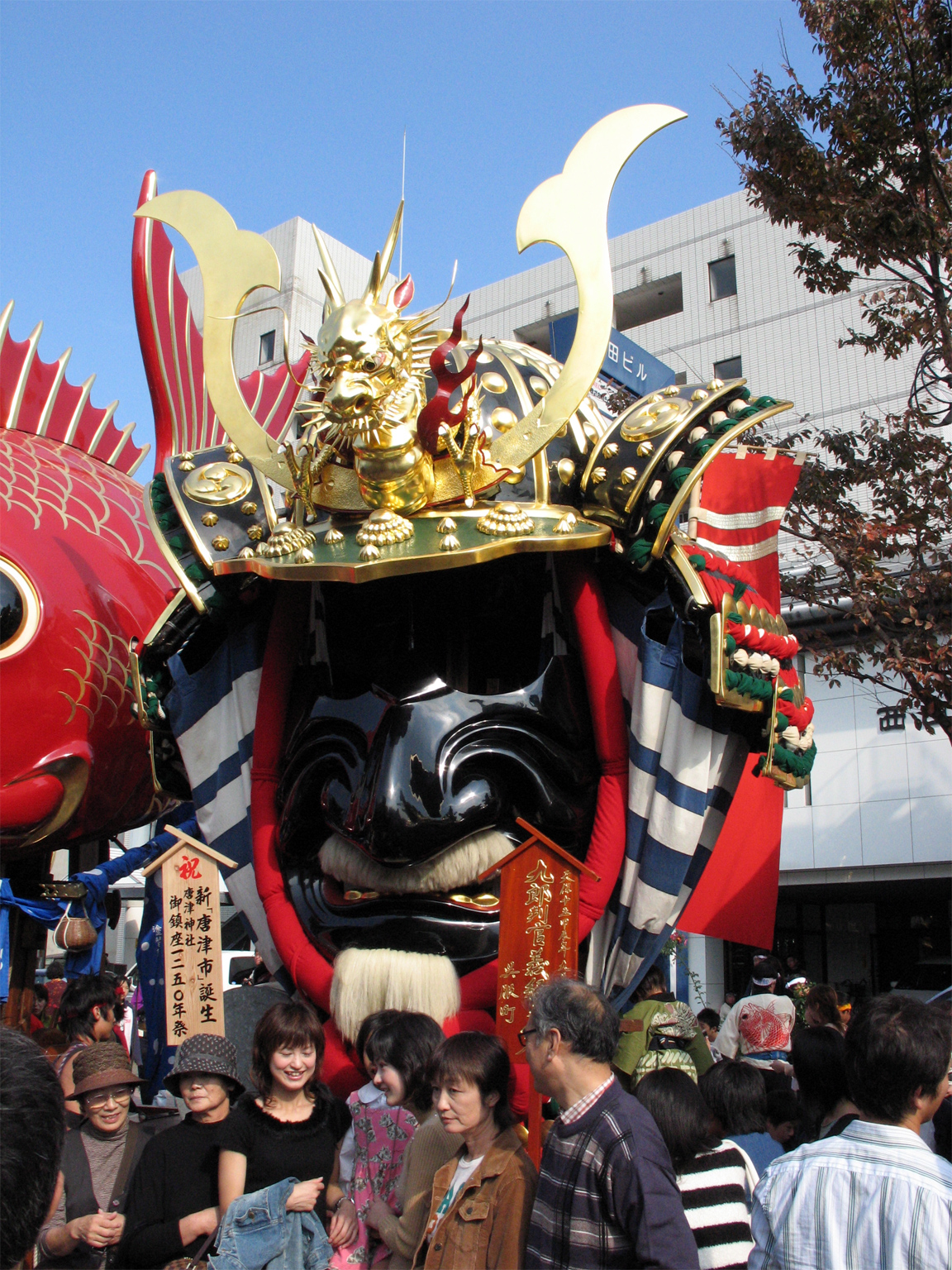
呉服町の源義経の兜
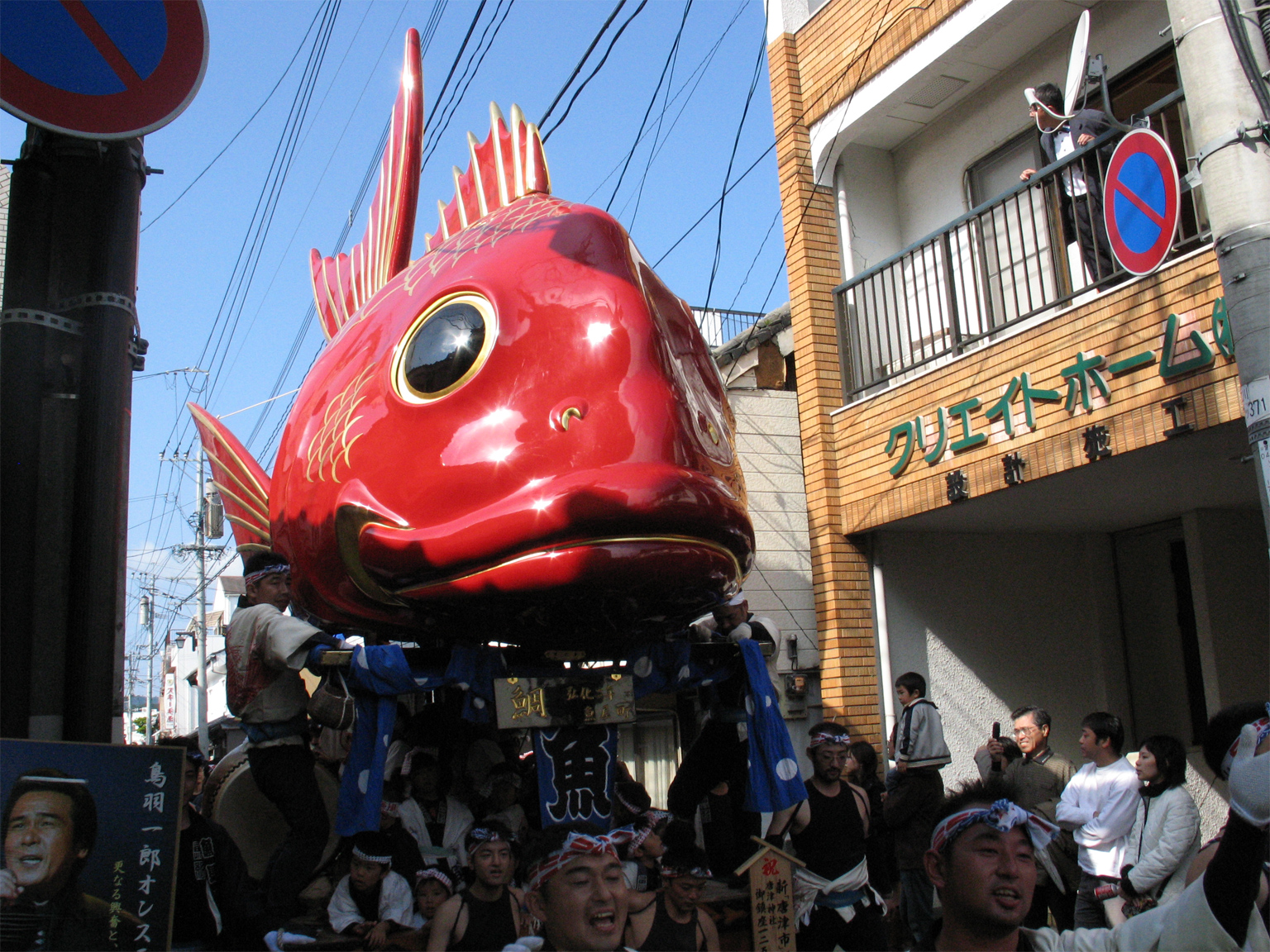
魚屋町の鯛
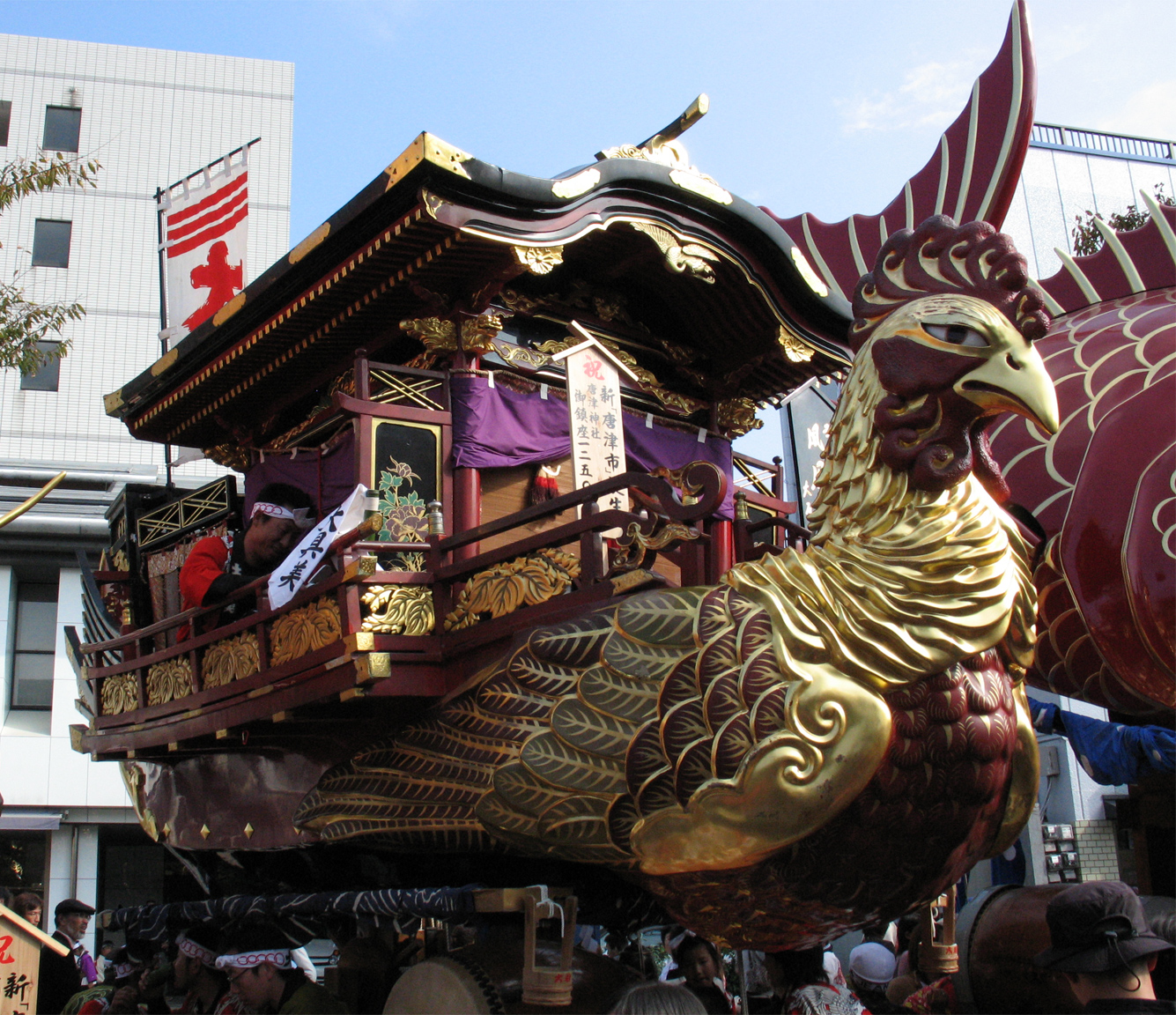
大石町の鳳凰丸
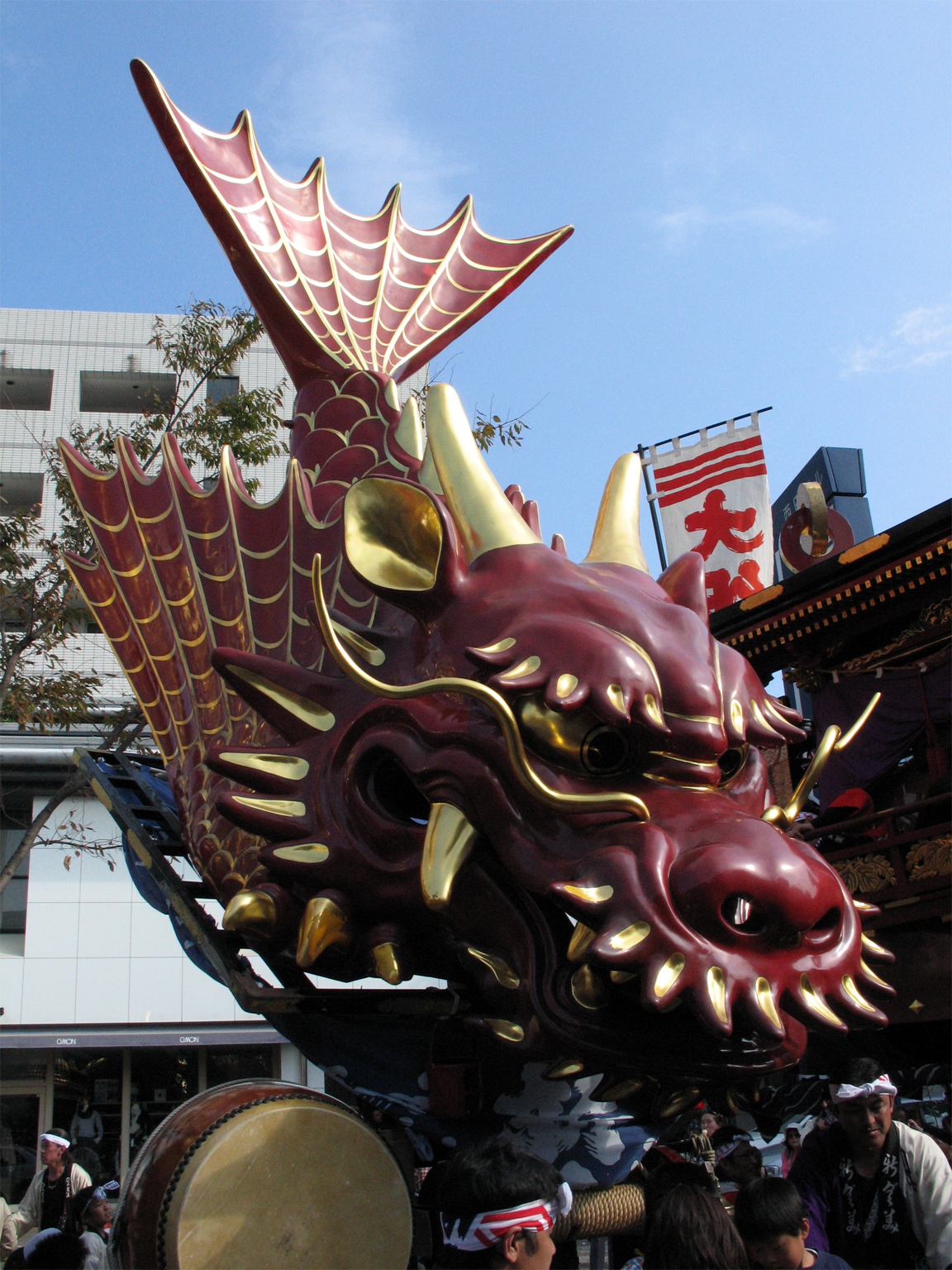
新町の飛龍
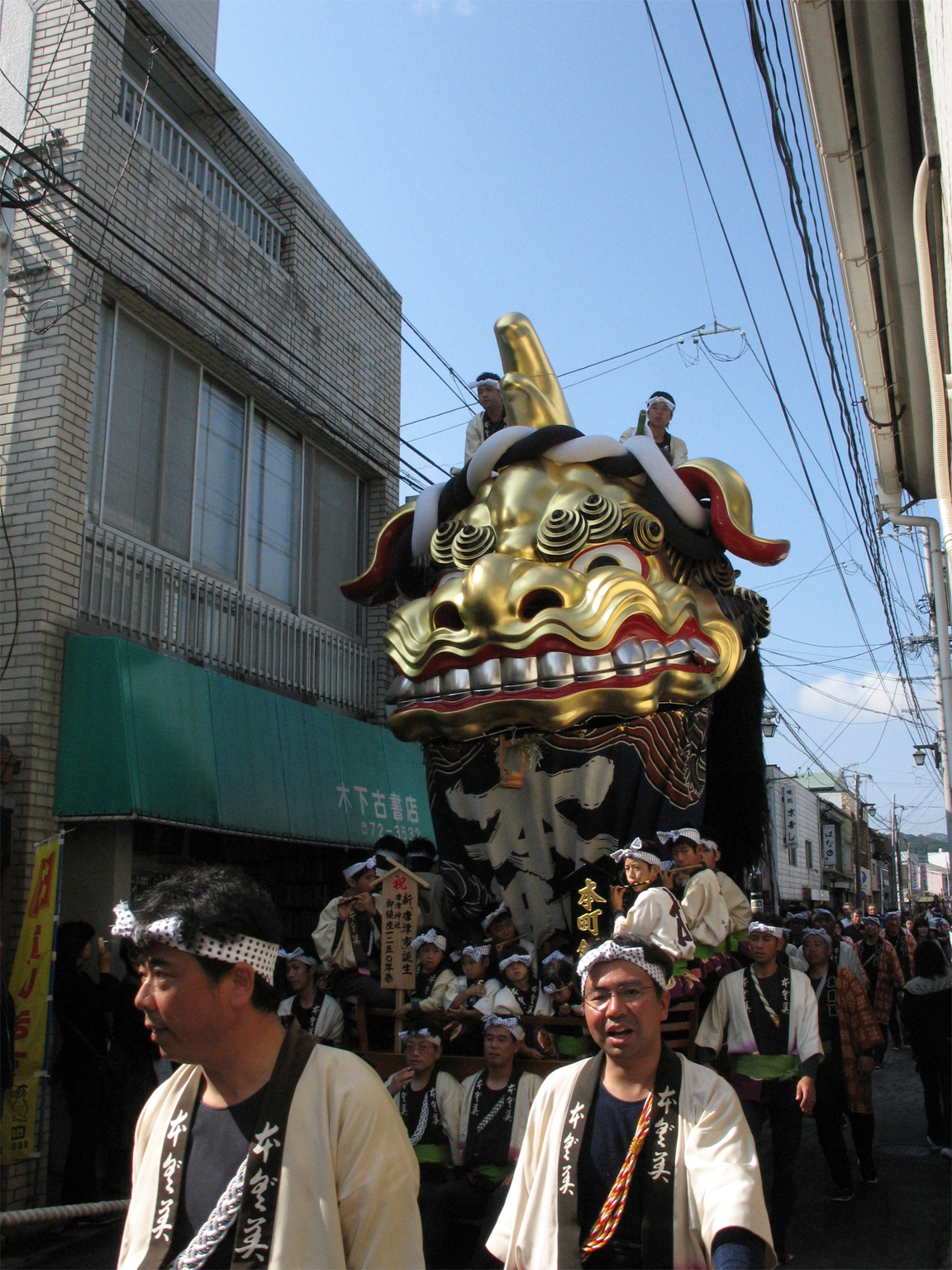
本町の金獅子
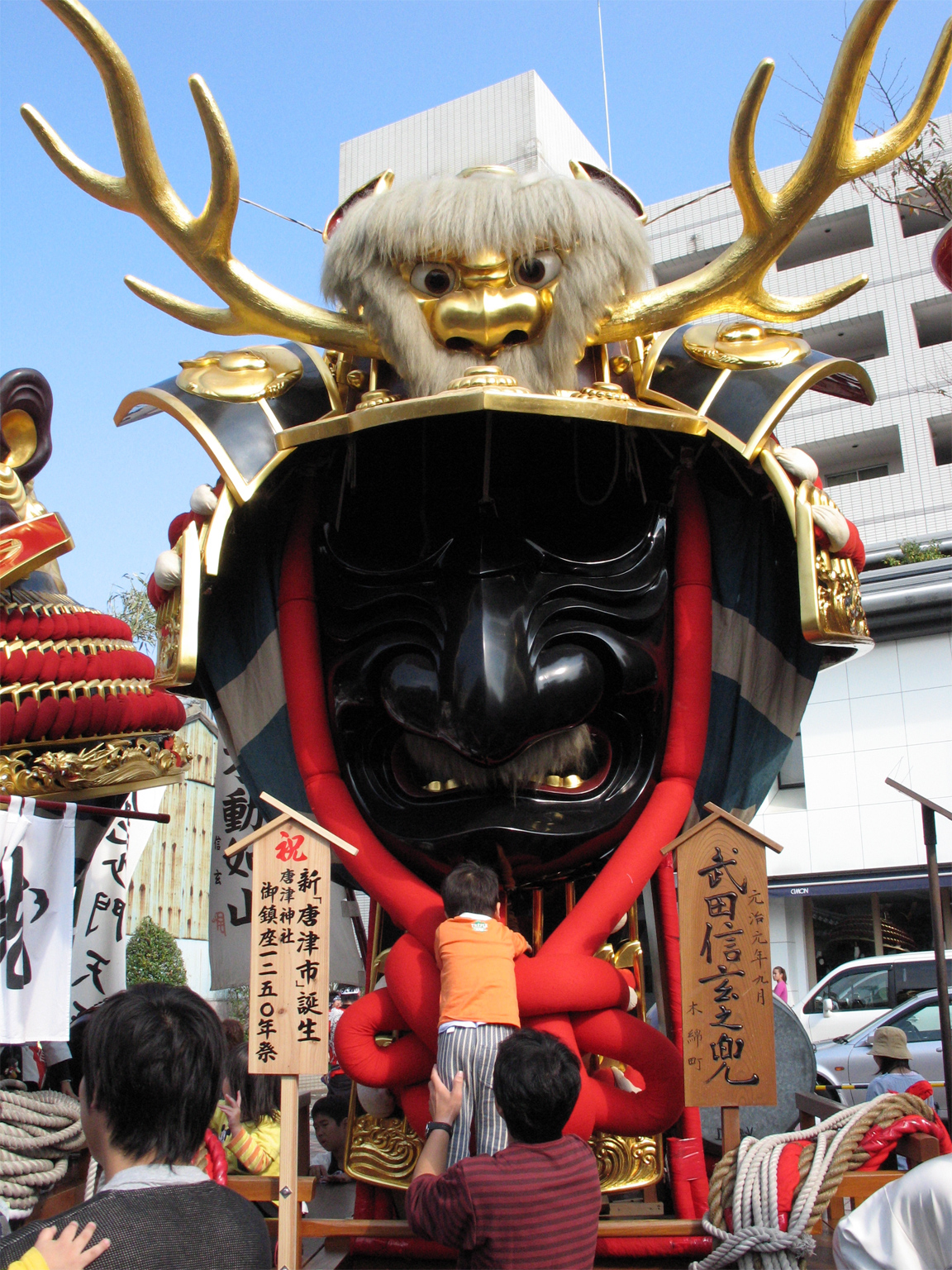
木綿町の武田信玄の兜
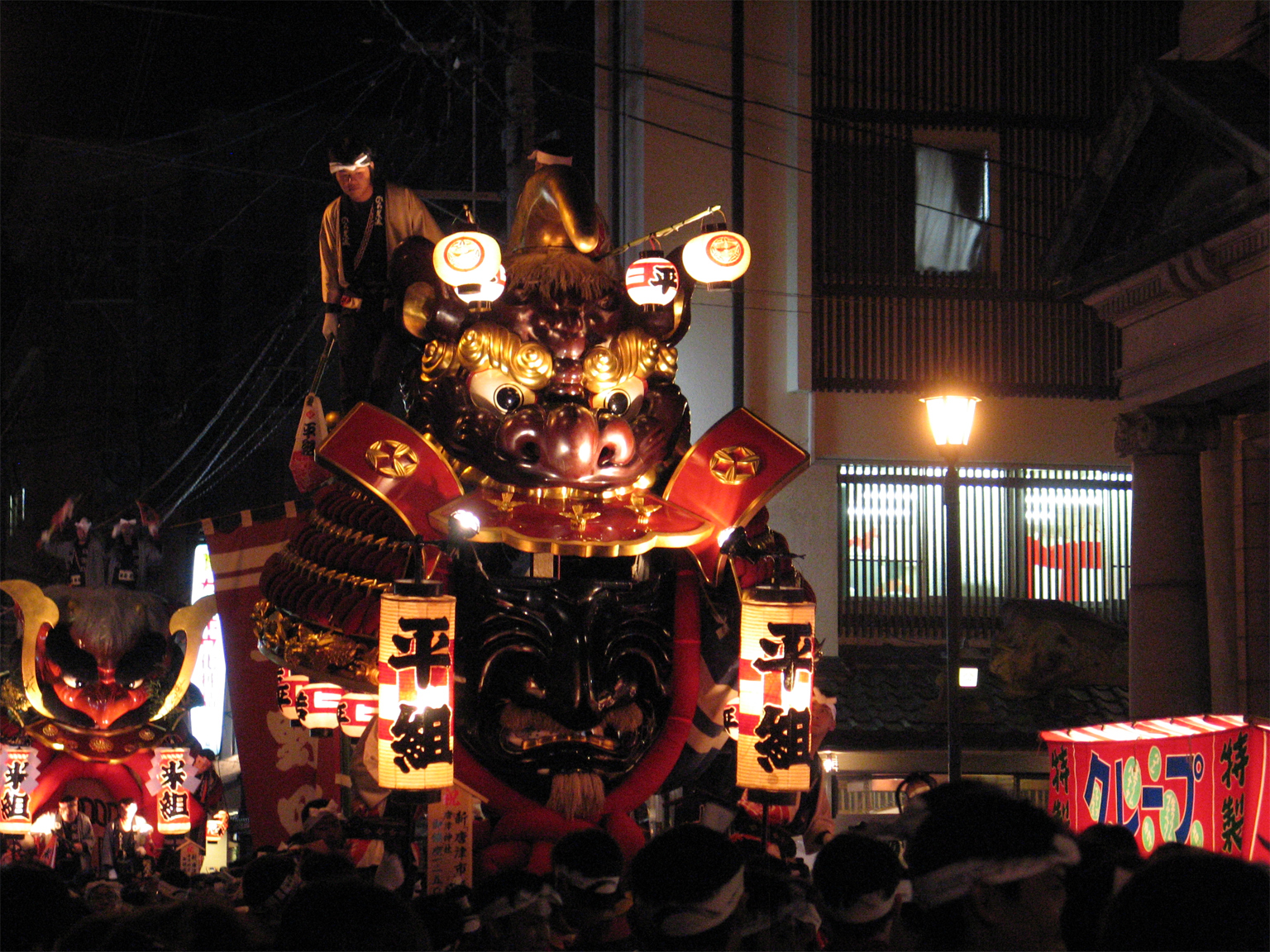
平野町の上杉謙信の兜
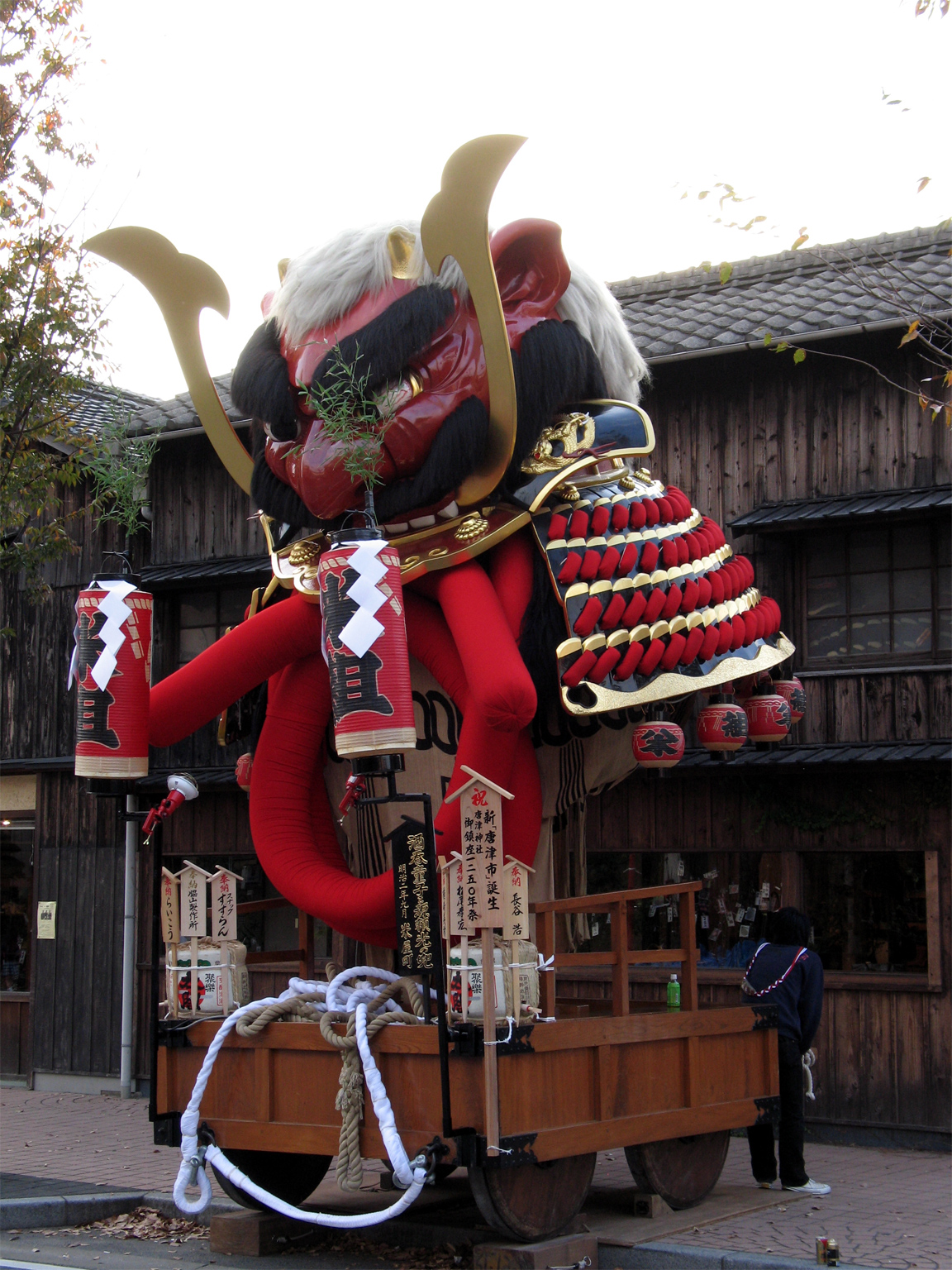
米屋町の酒呑童子と源頼光の兜
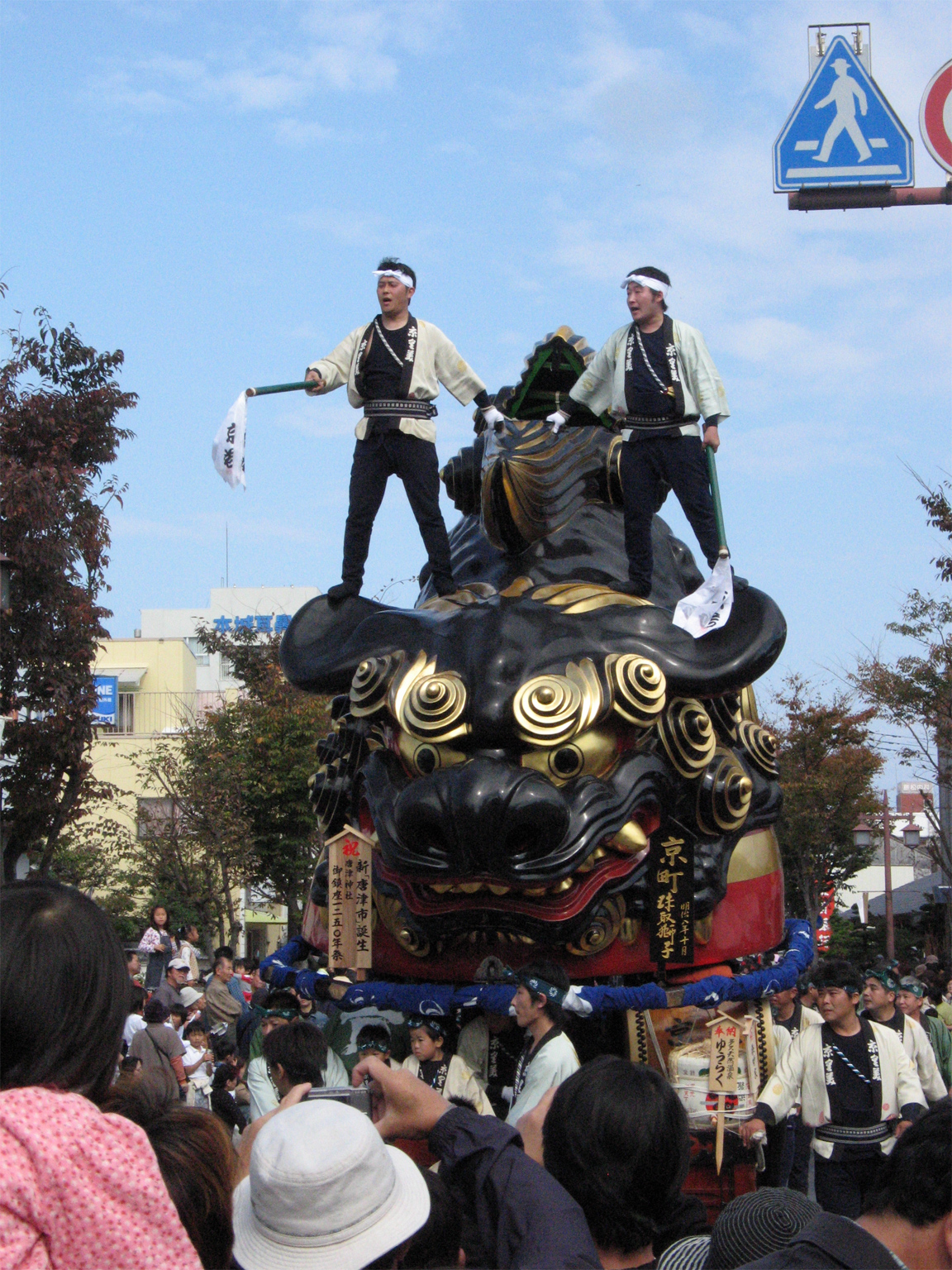
京町の珠取獅子
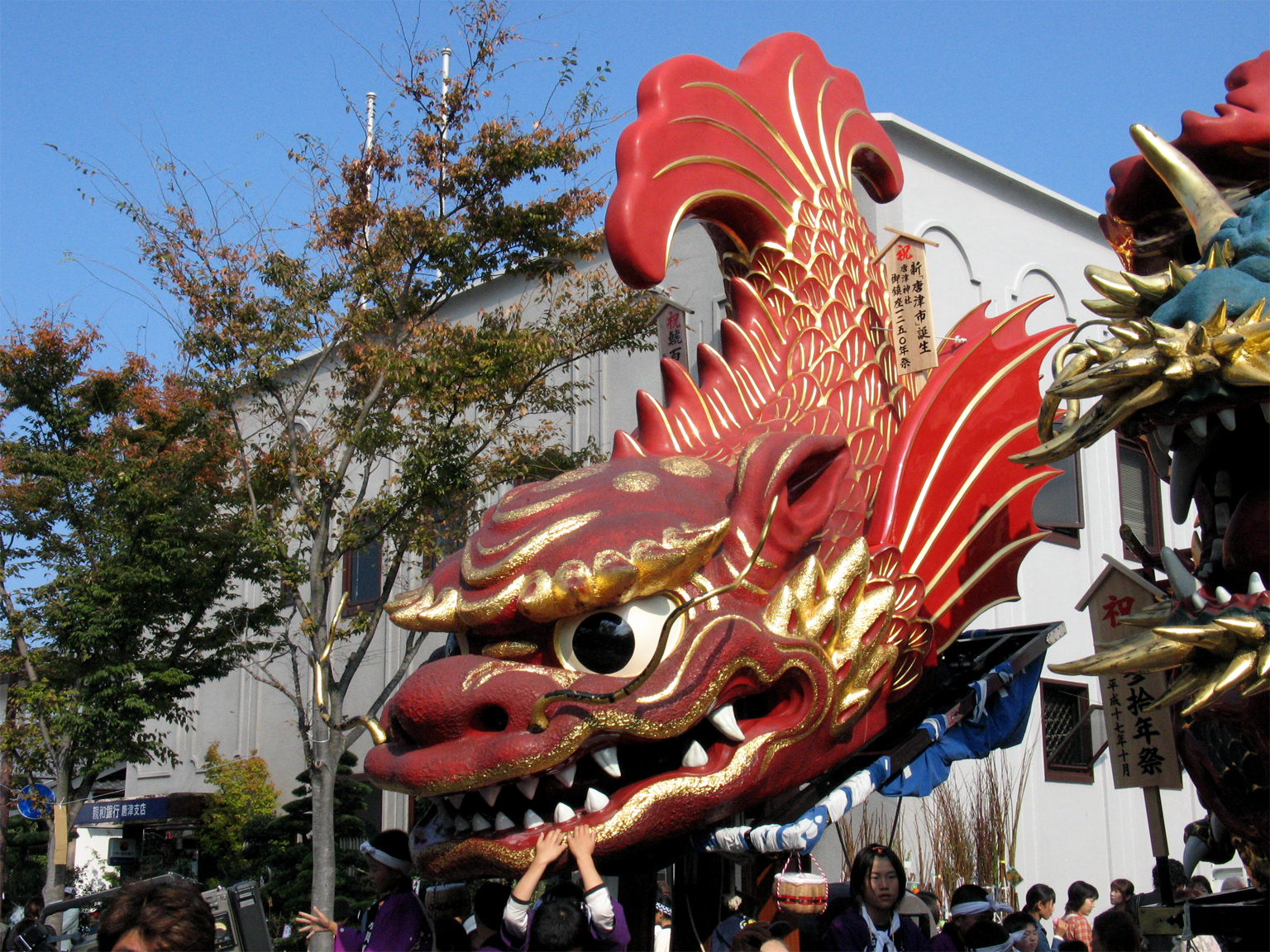
水主町の鯱
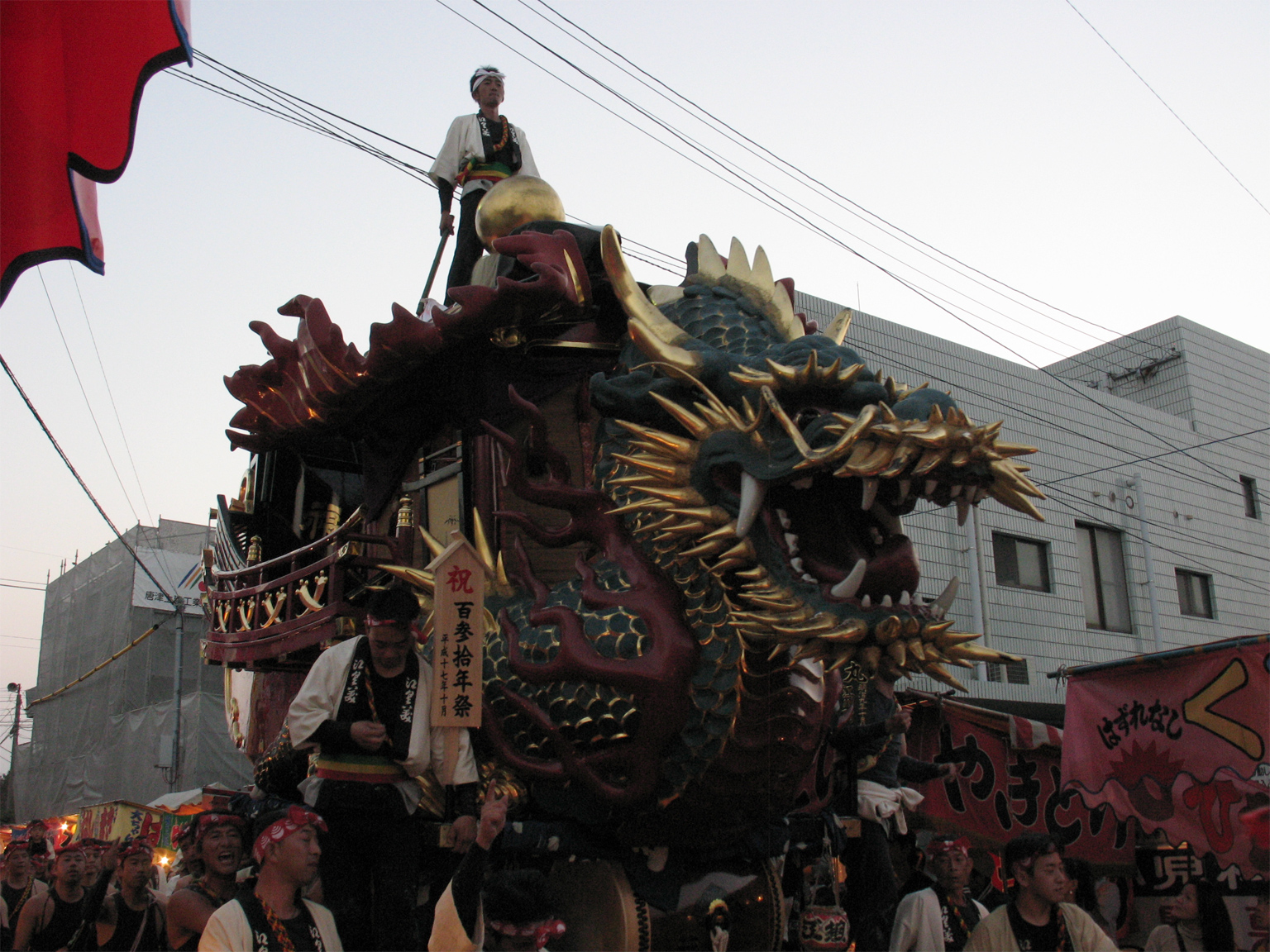
江川町の七宝丸

- 各曳山には製作順に番号が付されており、「○番曳山」あるいは「○番ヤマ」と呼ばれている。14町の曳山は、以下のとおり。

1. 刀町の赤獅子（製作　1819年・文政2年）
2. 中町の青獅子（1824年・文政7年）
3. 材木町の亀と浦島太郎（1841年・天保12年）
※浦島太郎ではなく宝珠が乗せられていた期間があった。
4. 呉服町の九郎判官源義経の兜（1844年・天保15年）
5. 魚屋町の鯛（1845年・弘化2年）
6. 大石町の鳳凰丸（1846年・弘化3年）
7. 新町の飛龍（1846年・弘化3年）
8. 本町の金獅子（1847年・弘化4年）
9. 木綿町（きわたまち）の武田信玄の兜（1864年・元治元年）
  - 元9番曳山（消滅）： 紺屋町の黒獅子
10. 平野町の上杉謙信の兜（1869年・明治2年）
11. 米屋町の酒呑童子と源頼光の兜（1869年・明治2年）
12. 京町の珠取獅子（1875年・明治8年）
13. 水主町（かこまち）の鯱（1876年・明治9年）
14. 江川町の七宝丸（1876年・明治9年）

- 唐津市の子供たちがこの曳山の順番を覚えるのに「10人のインディアン」の曲の替え歌を用いる。その歌詞は以下のとおり。
「赤獅子青獅子浦島太郎、義経鯛山鳳凰丸（この歌では「ほうまる」と発音する）飛龍、金獅子武田上杉頼光、珠取鯱七宝丸」

- 曳山
- 刀町の赤獅子
- 中町の青獅子
- 材木町の亀と浦島太郎
- 呉服町の源義経の兜
- 魚屋町の鯛
- 大石町の鳳凰丸
- 新町の飛龍
- 本町の金獅子
- 木綿町の武田信玄の兜
- 平野町の上杉謙信の兜
- 米屋町の酒呑童子と源頼光の兜
- 京町の珠取獅子
- 水主町の鯱
- 江川町の七宝丸

## 曳子と曳子組織
- 曳子の衣装は、いわゆる火消し装束といわれるもので肉襦袢（にくじゅばん 地元では「にくじばん」という）や長法被、およびハチマキは町内毎にデザインが異なり意匠と工夫が凝らされている。中でも他所の祭りでは、通常は法被（ハッピ）と呼ばれる肉襦袢は、羽二重（はぶたえ）という正絹の2枚重ねの生地で出来いる。
- 唐津くんちに登場する14台の曳山は、各々14の町がそれぞれの組織を通じて運営している。14の組織は全て自らの町及び曳山に誇りを持ち、伝統を重んじ、後継者の育成に心をくだいている。また、唐津くんち本番の3日間のみならず、年間を通じての様々な行事を通してお互いの結束を固め、親睦を深める事により統制のとれた、かつ盛り上がりのある祭りを目指している。
- 曳子組織の年間行事には、1月の初囃子をはじめ、春の親睦スポーツ大会、各町がそれぞれのスケジュールで行う夏の幕洗い行事等が代表的であるが、個別に毎月の会合を行い、町内のレクレーションを企画、実行したり清掃ボランティア活動をしたり商店街のある町は様々なイベントを行っている。つまり町の中で生活する為の主な働き手がそのままその町の曳山の主役になっているのである。

## 唐津くんち開催の歴史
- 現在は成人女性が曳山をひくことはないが、第二次大戦中、徴兵された男性に代わり、残された女性が曳山を曳いたという歴史がある。
- 昭和天皇が病床に伏していた1988年、日本中に自粛ムードが満ちていた中、祭りの中止を迫る団体と、天皇の病気平癒祈念という点で一致し、例年通り敢行された。
- 御旅所神幸が行われる11月3日は、晴れの特異日とされている。2001年の御旅所神幸は降雨で中止されたが、これは1933年以来、68年ぶりのできごと（1968年に、御旅所神幸が11月3日となってからは初めて）であったという。
- 新型コロナウイルス感染症の世界的流行 (2019年-)（COVID-19）を受けて、2020年は神事のみ行うこととされ、曳山巡行は中止された。これは200年の歴史の中で初めてのできごとであったという[2][3][4][5]。
- 2021年の曳山巡行も新型コロナウイルス感染症の世界的流行 (2019年-)（COVID-19）の影響により開催が危ぶまれたが、十分な感染対策と飲酒禁止、沿道での観覧自粛の呼びかけの中、11月3日の御旅所神幸祭と曳山巡行のみ行われた。なお、感染対策として御旅所での勇壮な曳き込みは行わなかった[6]。

## 曳山囃子小唄
曳山囃子小唄は、唐津くんちの囃子に併せて歌われる歌であり、歌詞は下記の通りである。

1.
玄界灘を ゆりかごに ゆりかごに
ゆりかごに ゆりかごに
松浦嵐を 松浦嵐を
子守唄 子守唄
育ったおいらは 唐津っ子 唐津っ子
アー エンヤー エンヤー エンヤー エンヤー

2.
唐津くんち ドンチキチ ドンチキチ
ドンテッテン ドンテッテン
曳き出せ 曳き出せ
せりやまばやし
ドンドンドンドーン コテッテ
山引くおいらは 唐津っ子 唐津っ子
アー エンヤー エンヤー エンヤー エンヤー

1番の歌詞の「松浦嵐を」は「松浦囃子を」と勘違いされる事がある。正しくは「松浦嵐を」である。

## 国内・海外での紹介
- 1964年（昭和39年） - 宝塚歌劇団創立50周年記念「美わしの日本博」に出場。曳山が本州に渡ったのはこの時が初めて。この博覧会でのイベント「日本のまつり展覧会」に出場したのは「源義経の兜」・「鯛」・「珠取獅子」・「七宝丸」の四台。
- 1977年（昭和52年） - 東映のドル箱シリーズ6作目『トラック野郎・男一匹桃次郎』が唐津を舞台にして製作され、唐津くんちが映し出された。このシリーズは舞台地のお祭りを作品中に盛り込むのが特徴の一つ。
- 1979年（昭和54年） - フランス政府観光局の招待で、ニースのカーニバルに「鯛」が参加。2月24日夜の「イルミネーションパレード」、25日の本番のパレードに出演した。

## 関連施設

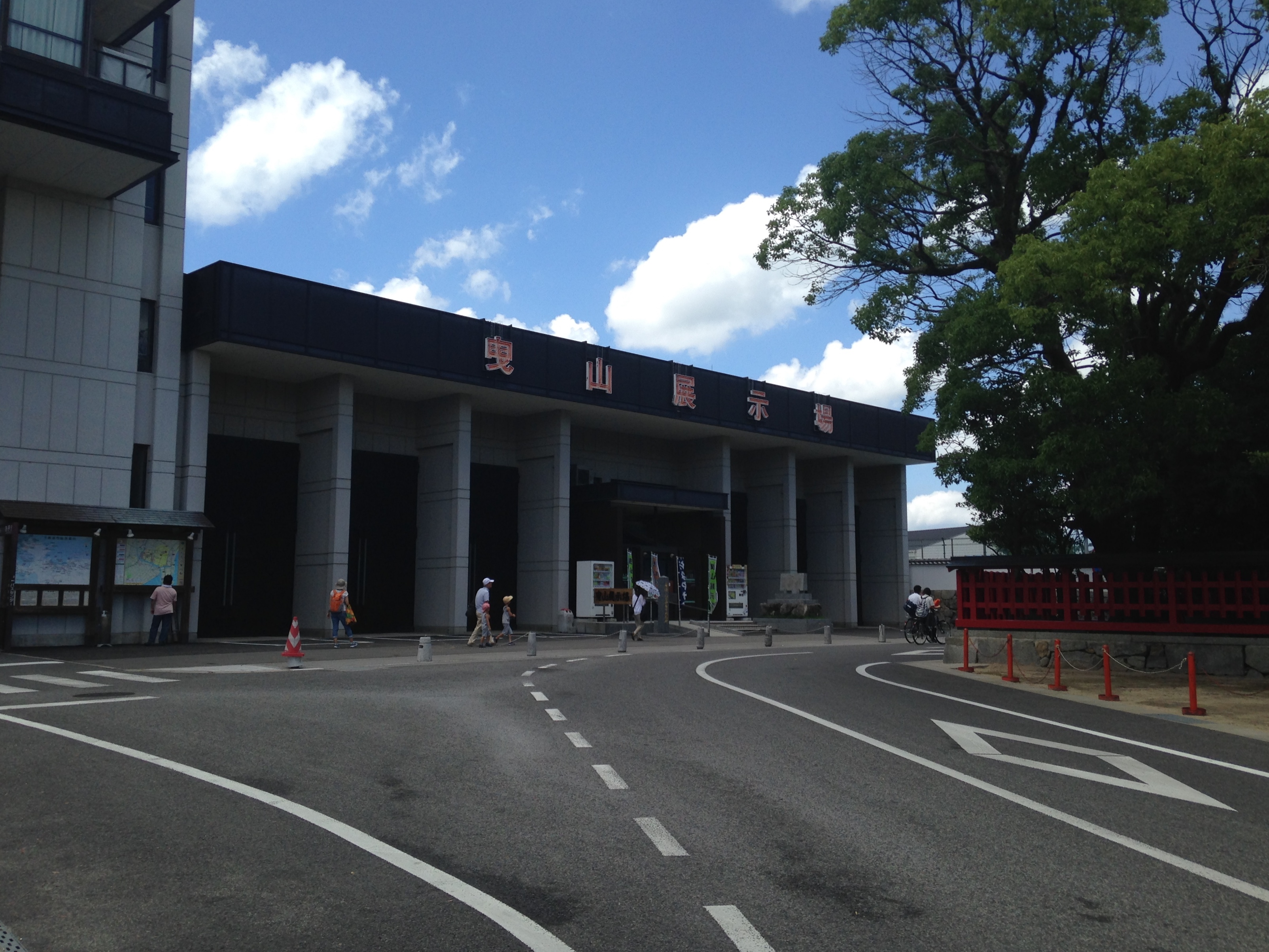
曳山展示場

- 曳山展示場　老朽化による建て替えにより唐津神社の隣にあった展示場は2021年10月より唐津市新興町にある唐津ふるさと会館アルピノ敷地内に移された[7]。唐津くんちに登場する曳山14台が展示されている。祭り期間中には曳山は全て出払う。また、修理などのため一時的に不在となる曳山もあるので注意。2025年度末完成予定の新唐津市民会館では旧市民会館と曳山展示場を大屋根により一体化して整備することとなっている[8]。
- 西ノ門館　唐津で出土した文化財の管理保存展示を目的とした施設。曳山の修理場が併設されており、修復や塗替えの様子を見学することができる。曳山修理場は『曳山の蔵』という愛称がつけられている。2010年に修理場が完成し、この年の武田信玄の兜の修復・塗替えより西ノ門館（曳山の蔵）にて行われるようになった。

## 唐津くんちが登場する映像作品
- サザエさんの婚約旅行（1958年）東宝
- 社長えんま帖（1969年）東宝
- 男はつらいよ 寅次郎子守唄（1974年）松竹
- トラック野郎・男一匹桃次郎（1977年）東映
- Timeline 思い出の手紙（2014年）タイ映画
- 花筐/HANAGATAMI（2017年）